# Liga Nacional de Fútbol Americano
Liga Nacional de Fútbol Americano (LNFA) ist die Herrenliga für American Football in Spanien. Sie wurde 1995 gegründet, nachdem sich mehrere spanische Footballligen zusammenschlossen und wird seitdem vom spanischen Verband Federación Española de Futbol Americano (FEFA) ausgerichtet. Die höchste Spielklasse ist die Serie A. Sie wird ebenso wie die nachgereihte Serie B auf Amateurbasis ausgetragen. Die Saison beginnt im Januar und endet mit dem Finalspiel im Mai.

## Ligaaufbau

### Ligeneinteilung 2025
| Liga   | Liga | Mannschaften                                                                                       |
| ------ | ---- | -------------------------------------------------------------------------------------------------- |
| LNFA   | Ost  | Badalona Dracs, L’Hospitalet Pioners, Mallorca Voltors, Barcelona Pagesos, Terrassa Reds           |
| LNFA   | West | Camioneros Coslada, Gijón Mariners, Las Rozas Black Demons, Madrid Osos Rivas, Zaragoza Hurricanes |
| LNFA 2 | Ost  | Valencia Firebats, Sueca Ricers, Valencia Giants, Alicante Thunder                                 |
| LNFA 2 | West | Alcobendas Cavaliers, Fuengirola Potros, Canarias Canes, Mairena Blue Devils                       |

### Play-offs
In den einzelnen Leistungsstufen kommen jeweils unterschiedliche Play-offs zum Einsatz:
- In der Serie A ziehen die beiden Besten jeder Gruppe in das Halbfinale ein. Die jeweils Letzten jeder Gruppe spielen einen Absteiger aus.
- In der Serie B ziehen die beiden Besten jeder Gruppe sowie die zwei Besten Dritten ins Viertelfinale ein. Der Meister der Serie B steigt direkt in die Serie A auf.

## Spanish Bowl
| Nummer | Datum          |                                      | Sieger                               | Finalist                             | Resultat                  |                                   | Ort    | Stadion | Ref |
| I      | 17. Mai 1995   | Madrid Panteras                      | Barcelona Boxers                     | 55:28                                | Madrid                    | Estadio de la Comunidad           | [ 4 ]  |         |     |
| II     | 1996           | Madrid Panteras                      | Vilafranca Eagles                    | 21:17                                | Madrid                    | Estadio de la Comunidad           | [ 5 ]  |         |     |
| III    | 1997           | Vilafranca Eagles                    | Madrid Panteras                      | 40:20                                |                           |                                   |        |         |     |
| VI     | 1998           | Badalona Drags                       | L’Hospitalet Pioners                 | 13:70                                |                           |                                   |        |         |     |
| V      | 1999           | Badalona Drags                       | Rivas Osos                           | 52:12                                |                           |                                   |        |         |     |
| VI     | 2000           | Granollers Fénix                     | Badalona Drags                       | 8:0                                  |                           |                                   |        |         |     |
| VII    | 2001           | Rivas Osos                           | Zaragoza Lions                       | 21:70                                |                           |                                   |        |         |     |
| VIII   | 2002           | Badalona Drags                       | Rivas Osos                           | 14:8 0                               |                           |                                   |        |         |     |
| IX     | 2003           | Badalona Drags                       | L’Hospitalet Pioners                 | 30:20                                |                           |                                   |        |         |     |
| X      | 2004           | Badalona Drags                       | L’Hospitalet Pioners                 | 23:00                                |                           |                                   |        |         |     |
| XI     | 11. Juni 2005  | L’Hospitalet Pioners                 | Badalona Dracs 1                     | 24:13                                | L’Hospitalet de Llobregat | Estadio Municipal de Fútbol       | [ 6 ]  |         |     |
| XII    | 2006           | Valencia Firebats                    | L’Hospitalet Pioners                 | 13:00                                |                           |                                   |        |         |     |
| XIII   | 2007           | Valencia Firebats                    | Badalona Dracs                       | 47:21                                |                           |                                   |        |         |     |
| XIV    | 2008           | L’Hospitalet Pioners                 | Valencia Firebats                    | 36:17                                |                           |                                   |        |         |     |
| XV     | 7. Juni 2009   | Valencia Firebats                    | Badalona Dracs                       | 29:10                                | Jardín del Turia          |                                   |        |         |     |
| XVI    | 13. Juni 2010  | L’Hospitalet Pioners                 | Valencia Firebats                    | 36:00                                |                           |                                   |        |         |     |
| XVII   | 18. Juni 2011  | L’Hospitalet Pioners                 | Badalona Dracs                       | 24:80                                |                           |                                   |        |         |     |
| XVIII  | 2. Juni 2012   | L’Hospitalet Pioners                 | Rivas Osos                           | 47:24                                |                           |                                   |        |         |     |
| XIX    | 1. Juni 2013   | L’Hospitalet Pioners                 | Badalona Dracs                       | 24:00                                | L’Hospitalet de Llobrega  | Estadio Municipal de Fútbol       | [ 7 ]  |         |     |
| XX     | 15. Juni 2014  | Badalona Dracs                       | Valencia Firebats                    | 24:18                                | Badalona                  | Camp de Fútbol C.F. Pomar         |        |         |     |
| XXI    | 20. Juni 2015  | Valencia Firebats                    | Badalona Dracs                       | 30:20                                | Badalona                  | Camp de Fútbol de Sant Roc        | [ 8 ]  |         |     |
| XXII   | 18. Juni 2016  | Badalona Dracs                       | Valencia Firebats                    | 41:14                                | Calatayud                 | Ciudad Deportiva                  | [ 9 ]  |         |     |
| XXIII  | 3. Juni 2017   | Badalona Dracs                       | Reus Imperials                       | 56:14                                | Reus                      | Camp de futbol municipal Reddis   | [ 10 ] |         |     |
| XXIV   | 2. Juni 2018   | Badalona Dracs                       | Murcia Cobras                        | 33:26                                | Gijón                     | Las Mestas Sports Complex         | [ 11 ] |         |     |
| XXV    | 25. Mai 2019   | Badalona Dracs                       | Las Rozas Black Demons               | 47:60                                | Murcia                    | Estadio La Condomina              | [ 12 ] |         |     |
| XXVI   | 2020           | Die Saison wurde im März abgebrochen | Die Saison wurde im März abgebrochen | Die Saison wurde im März abgebrochen |                           |                                   |        |         |     |
| XXVII  | 15. Mai 2021   | Badalona Dracs                       | Las Rozas Black Demons               | 31:21                                | Badalona                  |                                   | [ 13 ] |         |     |
| XXVIII | 28. Mai 2022 2 | Madrid Osos Rivas                    | Las Rozas Black Demons               | 28:12                                | Rivas-Vaciamadrid         | Polideportivo Cerro del Telégrafo | [ 14 ] |         |     |
| XXIX   | 29. April 2023 | Las Rozas Black Demons               | Madrid Osos Rivas                    | 22:13                                | Las Rozas de Madrid       | Campo de Rugby El Cantizal        | [ 15 ] |         |     |
| XXX    | 5. Mai 2024    | Las Rozas Black Demons               | Madrid Osos Rivas                    | 27:23                                | Madrid                    | Estadio Vallehermoso              | [ 16 ] |         |     |
| XXXI   | 3. Mai 2025    | Las Rozas Black Demons               | Badalona Dracs                       | 36:14                                | Badalona                  | Estadi Municipal                  |        |         |     |

### Rangliste der Teams
| Platz | Team                   | Titel | Teilnahmen | Jahre                                                                                        |
| ----- | ---------------------- | ----- | ---------- | -------------------------------------------------------------------------------------------- |
| 1     | Badalona Dracs         | 11    | 19         | 1998, 1999, 2000, 2002–2004, 2005, 2007, 2009, 2011, 2013, 2014, 2015, 2016–2019, 2021, 2025 |
| 2     | L’Hospitalet Pioners   | 6     | 10         | 1998, 2003, 2004, 2005, 2006, 2008, 2010–2013                                                |
| 3     | Valencia Firebats      | 4     | 8          | 2006, 2007, 2008, 2009, 2010, 2014, 2015, 2016                                               |
| 4     | Las Rozas Black Demons | 3     | 6          | 2019, 2021, 2022, 2023–2025                                                                  |
| 5     | Rivas Osos             | 2     | 7          | 1999, 2001, 2002, 2012, 2022, 2023–2024                                                      |
| 6     | Madrid Panteras        | 2     | 3          | 1995, 1996, 1997                                                                             |
| 7     | Vilafranca Eagles      | 1     | 2          | 1996, 1997                                                                                   |
| 8     | Granollers Fénix       | 1     | 1          | 2000                                                                                         |
| 9     | Murcia Cobras          | 0     | 1          | 2018                                                                                         |
| 9     | Reus Imperials         | 0     | 1          | 2017                                                                                         |
| 9     | Zaragoza Lions         | 0     | 1          | 2001                                                                                         |
| 9     | Barcelona Boxers       | 0     | 1          | 1995                                                                                         |

### Serie B Finale
| Nr.  | Jahr | Sieger                 | Finalist             | Ergebnis |
| ---- | ---- | ---------------------- | -------------------- | -------- |
| I    | 2012 | Las Rozas Black Demons | Valencia Giants      | 14:10    |
| II   | 2013 | Granada Lions          | Barberà Rookies      | 13:30    |
| III  | 2014 | Mallorca Voltors       | Reus Imperials       | 9:7      |
| IV   | 2015 | Reus Imperials         | Barberà Rookies      | 24:20    |
| V    | 2016 | Murcia Cobras          | L’Hospitalet Pioners | 10:80    |
| VI   | 2017 | Las Rozas Black Demons | L’Hospitalet Pioners | 41:27    |
|      |      |                        |                      |          |
| VII  | 2021 | L’Hospitalet Pioners   | Barberà Rookies      | 24:21    |
| VIII | 2022 | Alcobendas Cavaliers   | Valencia Firebats    | 14:13    |
| IX   | 2023 | Barcelona Pagesos      | Terrassa Reds        | 10:70    |

#### Final-Gewinner
| Platz | Team                   | Titel | Teilnahmen | Jahre            |
| ----- | ---------------------- | ----- | ---------- | ---------------- |
| 1     | Las Rozas Black Demons | 2     | 2          | 2012, 2017       |
| 2     | L’Hospitalet Pioners   | 1     | 3          | 2016, 2017, 2021 |
| 3     | Reus Imperials         | 1     | 2          | 2014, 2015       |
| 4     | Granada Lions          | 1     | 1          | 2013             |
| 4     | Mallorca Voltors       | 1     | 1          | 2014             |
| 4     | Murcia Cobras          | 1     | 1          | 2016             |
| 4     | Alcobendas Cavaliers   | 1     | 1          | 2022             |
| 4     | Barcelona Pagesos      | 1     | 1          | 2023             |
| 9     | Barberà Rookies        | 0     | 3          | 2013, 2015, 2021 |
| 10    | Valencia Giants        | 0     | 1          | 2012             |
| 10    | Valencia Firebats      | 0     | 1          | 2022             |
| 10    | Terrassa Reds          | 0     | 1          | 2023             |

### Serie C Finale
| Nr. | Jahr | Sieger                | Finalist               | Ergebnis |
| --- | ---- | --------------------- | ---------------------- | -------- |
| I   | 2015 | Gijón Mariners        | Alicante Sharks        | 13:01    |
| II  | 2016 | Rivas Osos            | Las Rozas Black Demons | 18:01    |
| III | 2017 | Camioneros de Coslada | Alicante Sharks        | 40:01    |
| IV  | 2018 | Barcelona Uroloki     | Guadalajara Stings     | 39:14    |

#### Final-Gewinner
| Platz | Team                   | Titel | Teilnahmen | Jahre |
| ----- | ---------------------- | ----- | ---------- | ----- |
| 1     | Gijón Mariners         | 1     | 1          | 2015  |
| 1     | Rivas Osos             | 1     | 1          | 2016  |
| 1     | Camioneros de Coslada  | 1     | 1          | 2017  |
| 1     | Barcelona Uroloki      | 1     | 1          | 2018  |
| 2     | Alicante Sharks        | 0     | 1          | 2015  |
| 2     | Las Rozas Black Demons | 0     | 1          | 2016  |
| 2     | Alicante Sharks        | 0     | 1          | 2017  |
| 2     | Guadalajara Stings     | 0     | 1          | 2018  |